# Pabellón de Hidalgo
Der etwa 4500 Einwohner zählende Ort Pabellón de Hidalgo gehört zur Gemeinde (municipio) von Rincón de Romos im mexikanischen Bundesstaat Aguascalientes; er ist seit dem Jahr 2023 als Pueblo Mágico anerkannt.

## Lage und Klima
Der Ort Pabellón de Hidalgo liegt im mexikanischen Hochland ca. 37 km (Fahrtstrecke) nördlich der Stadt Aguascalientes in einer Höhe von ca. 1950 m; die Großstadt Zacatecas liegt gut 85 km nordwestlich. Das Klima ist warm und trocken; der spärliche Regen (ca. 450 mm/Jahr) fällt nahezu ausschließlich im Sommerhalbjahr.

## Bevölkerungsentwicklung
| Jahr      | 2000 | 2020 |
| Einwohner | 3907 | 4630 |

Das leichte Bevölkerungswachstum beruht im Wesentlichen auf der Zuwanderung von Familien und Einzelpersonen aus dem Umland. Ein Großteil der zumeist indianisch-stämmigen Einwohner der Gemeinde spricht Spanisch.

## Wirtschaft
Die Einwohner des Ortes leben hauptsächlich von den Landwirtschaft und hier vor allem von der Viehzucht.

## Geschichte
Möglicherweise gab es an der Stelle des heutigen Ortes bereits eine vorspanische Indio-Siedlung. Der alte spanische Name lautete Chora. Die Hacienda San Blas wurde im 17. Jahrhundert gegründet. Nach der verlorenen Schlacht an der Calderón Brücke (ca. 38 km östlich von Guadalajara) flüchteten die Aufständischen (insurgentes) unter der Führung von Miguel Hidalgo in Richtung Norden und erreichten die ca. 200 km entfernte Hacienda San Blas noch im Januar 1811. Hier wurde er von Regierungstruppen gefangen genommen und am 30. Juli 1811 in der Stadt Chihuahua hingerichtet.

## Sehenswürdigkeiten
- Die auf der Nordseite durch Strebebögen abgestützte einschiffige Iglesia San Blas ist dem hl. Blasius von Sebaste geweiht und war einst die Kirche der gleichnamigen Hacienda. Ihre barocke Fassade zeigt zwei gemalte Engel zu beiden Seiten des Portals sowie drei Statuen von Bischöfen im oberen Bereich. Im Innern beeindruckt ein barocker Schnitzaltar (retablo).[2]
- In den Gebäuden der Hacienda befindet sich seit dem Jahr 1967 das Museo de Insurgentes mit zahlreichen Exponaten zur Geschichte des Unabhängigkeitskampfs Mexikos.